# 혈당
혈당(血糖, 영어: blood sugar)은 혈액 속에 함유되어 있는 포도당의 농도를 이르는 말이다. 인체는 항상성을 유지하기 위해 항상 혈당 수치를 일정한 범위 내로 유지하여야 한다. 혈당량을 유지하는 데 기여하는 호르몬은 글루카곤, 아드레날린, 인슐린, 갑상선호르몬 등이 있으며, 이 호르몬들의 길항작용에 따라 인체의 혈당 수치는 항상 약 90mg/dl(=약 0.9g/l) 정도로 유지된다. 이러한 호르몬의 분비에 이상이 발생하면 혈당 수치가 불안정해지게 되는데, 이러한 현상의 대표적인 예가 당뇨병이다. 당뇨병은 호르몬 중 특히 혈당을 낮추는 인슐린의 분비에 이상이 발생하여 생기는 병으로, 현재는 인슐린을 외부로 투여받으면서 식이요법을 병행하는 방법으로 치료되고 있다.

## 단위
대부분의 국가에서는 mg/dL 단위를 사용한다. 일부 국가에서는 mmol/L 단위를 사용한다.

## 혈당지수
혈당값(血糖값) 또는 혈당지수는 혈액 1dL(100ml) 속에 있는 포도당의 농도로 저혈당증 등의 증상에서 혈당의 양을 재는 데 활용된다.혈당(血糖)은  혈액 속에 포함되어 있는 당(glucose)]으로서 척추동물의 혈당은 주로 포도당이며, 뇌와 적혈구의 에너지원이 되고, 그 양은 운동, 식사 등에 의하여 달라진다.
| 혈당(mg/dl)                                       | 정상범위 | 고위험군 | 당뇨병진단가능범위 |
| 공복시(최소8시간이상 섭취물 없음)                 | 100 미만 | 100~125  | 126 이상           |
| 음식물 섭취후(75g 경구포도당부하시 2시간경과기준) | 140 미만 | 140~199  | 200 이상           |

대한당뇨병학회가 제시하는 혈장 혈당지수는 한국인에 관한 자료로써 과학적으로 가장 신뢰받는 자료중 하나이다.

## 같이 보기
- 해당과정